# Warburgia salutaris
Warburgia salutaris (còn gọi là Muranga hoặc Pepper Bark Tree) là một loài thực vật thuộc họ Canellaceae. Loài này có ở Mozambique, Nam Phi, Swaziland, và Zimbabwe. Chúng hiện đang bị đe dọa vì mất môi trường sống.